# Нахабино
Наха́бино — посёлок городского типа в Московской области России. Входит в городской округ Красногорск. Расположен на Волоколамском шоссе, в 32 км к западу от центра Москвы (в 16 км от МКАД).
Население — 55 448 чел. (2024 год). По данному показателю Нахабино занимает второе место среди населённых пунктов России, не имеющих статуса города.

## История

Нахабино на карте Московской Губернии (1821 год)

Нахабино известно как село с 1482 года, когда принадлежало боярам Плещеевым. 1534 году село было продано Троице-Сергиевому монастырю. Название «Нахабино» произошло, по одной версии, от названия речки Нахабинки, по второй, более старой версии, название произошло от слова «хаб» означающем на старорусском — овраг, канава, то есть Нахабино — произносилось «на хабе», поселение на овраге.
В 1933 году на полигоне в Нахабино были запущены первые советские ракеты ГИРД-9 и ГИРД-10. В 1940 году здесь снимался фильм «Тимур и его команда» по одноимённой повести Аркадия Гайдара, в роли пионеров из команды Тимура снимались дети испанских коммунистов. С 2004 по 2010 годы здесь в 6-м учебном центре инженерных войск снимался телевизионный сериал «Солдаты».
26 декабря 1938 года село Нахабино Красногорского района отнесено к категории рабочих посёлков.
С 2005 до 2017 года рабочий посёлок входил в городское поселение Нахабино Красногорского муниципального района, а с 2017 года входит в городской округ Красногорск.
В 2024 году рабочий посёлок преобразован в посёлок городского типа.

## Население
| 1939    | 1959    | 1970    | 1979    | 1989    | 2002    | 2006    |
| ------- | ------- | ------- | ------- | ------- | ------- | ------- |
| 6720    | ↗12 461 | ↗15 695 | ↗16 216 | ↗18 958 | ↗28 217 | →28 217 |
| 2009    | 2010    | 2012    | 2013    | 2014    | 2015    | 2016    |
| ↗33 308 | ↗36 456 | ↗37 372 | ↗37 991 | ↗39 050 | ↗39 913 | ↗40 849 |
| 2017    | 2018    | 2019    | 2020    | 2021    | 2023    | 2024    |
| ↗41 983 | ↗43 417 | ↗45 667 | ↗46 487 | ↗50 916 | ↗53 590 | ↗55 448 |

Уроженцы — Герои Советского Союза
- Жильцов, Лев Михайлович — Герой Советского Союза, контр-адмирал. Родился в Нахабино в 1928 году[28]

## Экономика
Среди предприятий посёлка — моторвагонное депо, асфальтобетонный завод. Развивается технопарк «Нахабино» (предприятия, работающие здесь, выпускают изделия из искусственного камня, мебель, контейнеры для дизель-генераторов, стабилизаторы напряжения и др.). Также в Нахабино расположен Центральный научно-исследовательский испытательный институт инженерных войск Минобороны Россиийской Федерации.

## Транспорт
Железнодорожная станция «Нахабино» находится на Рижском направлении МЖД.
С Рижского вокзала (На время реконструкции Рижского вокзала данные поезда отправляют со станции Стрешнево) до станции «Нахабино», а также до станций «Дедовск», «Новоиерусалимская», «Волоколамск» и «Шаховская» следуют пригородные электропоезда приписки депо «Нахабино». Также через Нахабино следуют электропоезда с Курского направления МЖД приписки депо «Перерва» через платформы «Площадь трёх вокзалов» и «Рижская» (часть Алексеевской соединительной линии). Всего через станцию проходят 72-73 пары электропоездов в день (по состоянию на лето 2010 года).
21 ноября 2019 года станция «Нахабино» стала конечным пунктом второго Московского центрального диаметра.

## Культура, достопримечательности

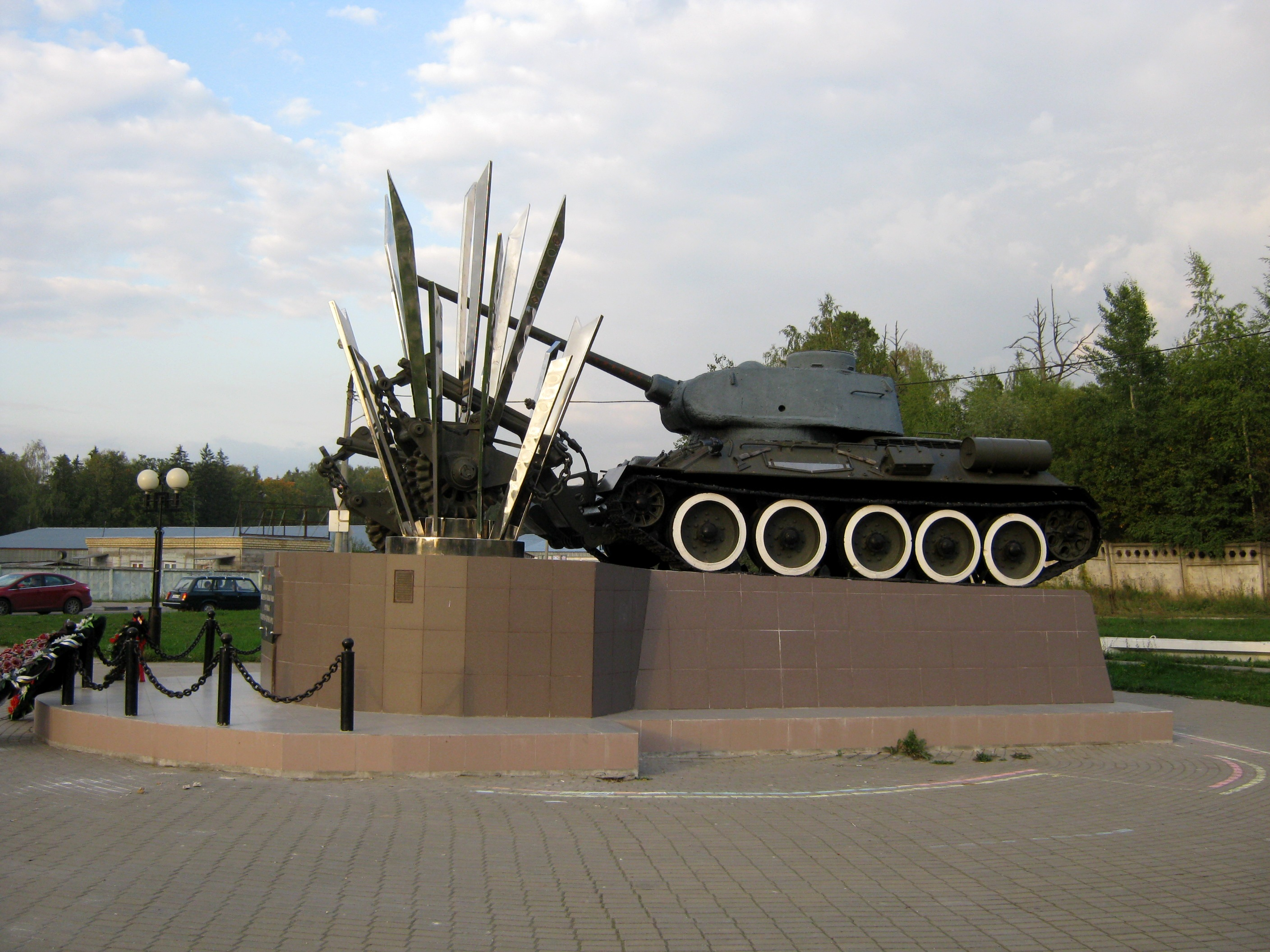
Памятник воинам-сапёрам

В Нахабино сохранились остатки построек усадьбы Болдино (середина XIX века): два флигеля и часть пейзажного парка с прудом.
В посёлке находится ряд православных церквей современной постройки: церковь-часовня Новомучеников Красногорских, церковь Покрова Пресвятой Богородицы, церковь Максима Исповедника, церковь Георгия Победоносца, Храм Даниила Московского (на территории войсковой части инженерных войск).
Рядом с Нахабино, близ деревни Желябино, находится загородный отель Москоу Кантри Клаб c 18-луночным гольф-полем.
В Нахабино дислоцируются 45-я отдельная гвардейская инженерная бригада, Центральный научно-исследовательский испытательный институт инженерных войск Минобороны РФ, с августа 2014 года работает Международный противоминный центр Вооружённых сил Российской Федерации. Также в городе имеется памятник воинам-сапёрам.

## Фотогалерея

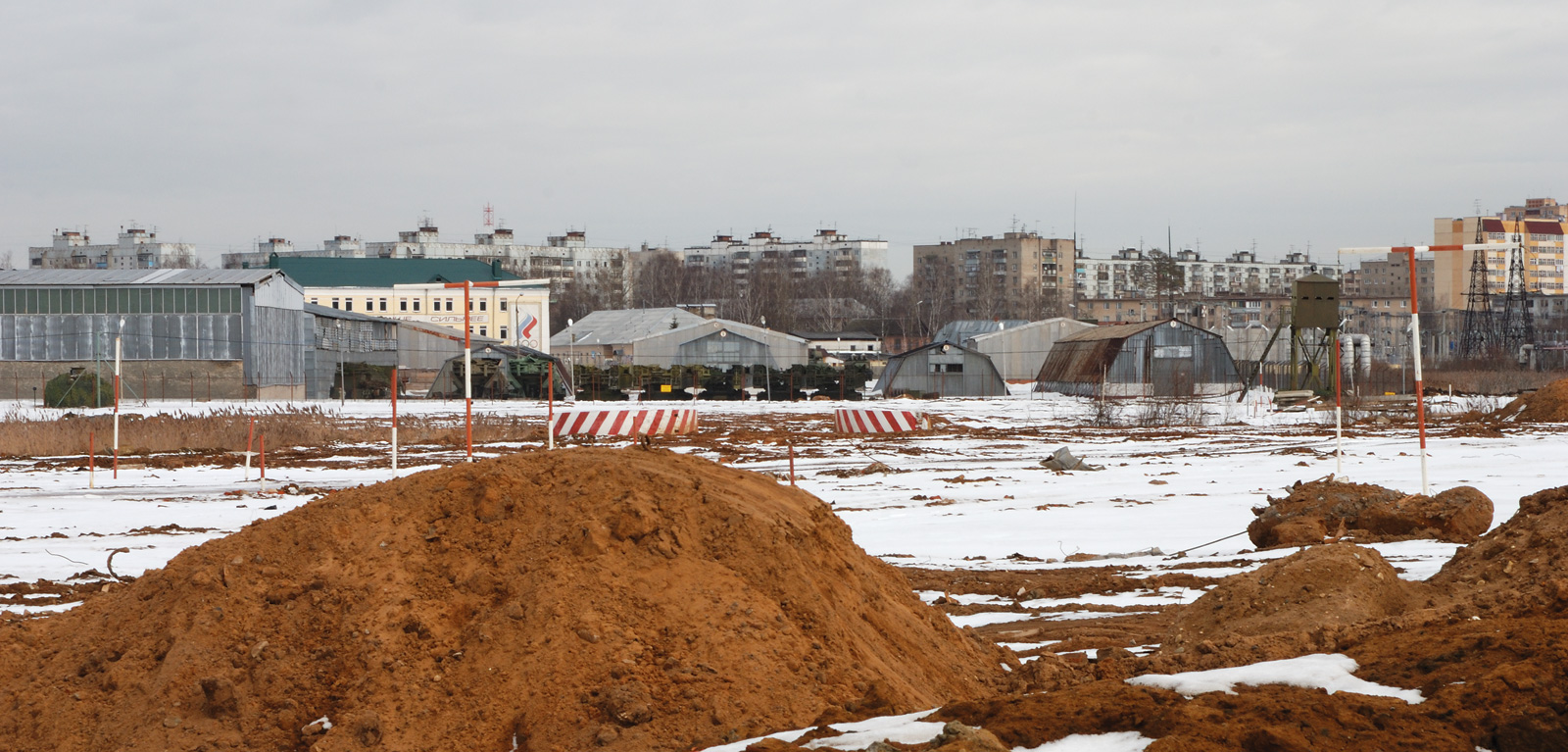
Войсковая часть близ Нахабино (на заднем плане — дома посёлка)
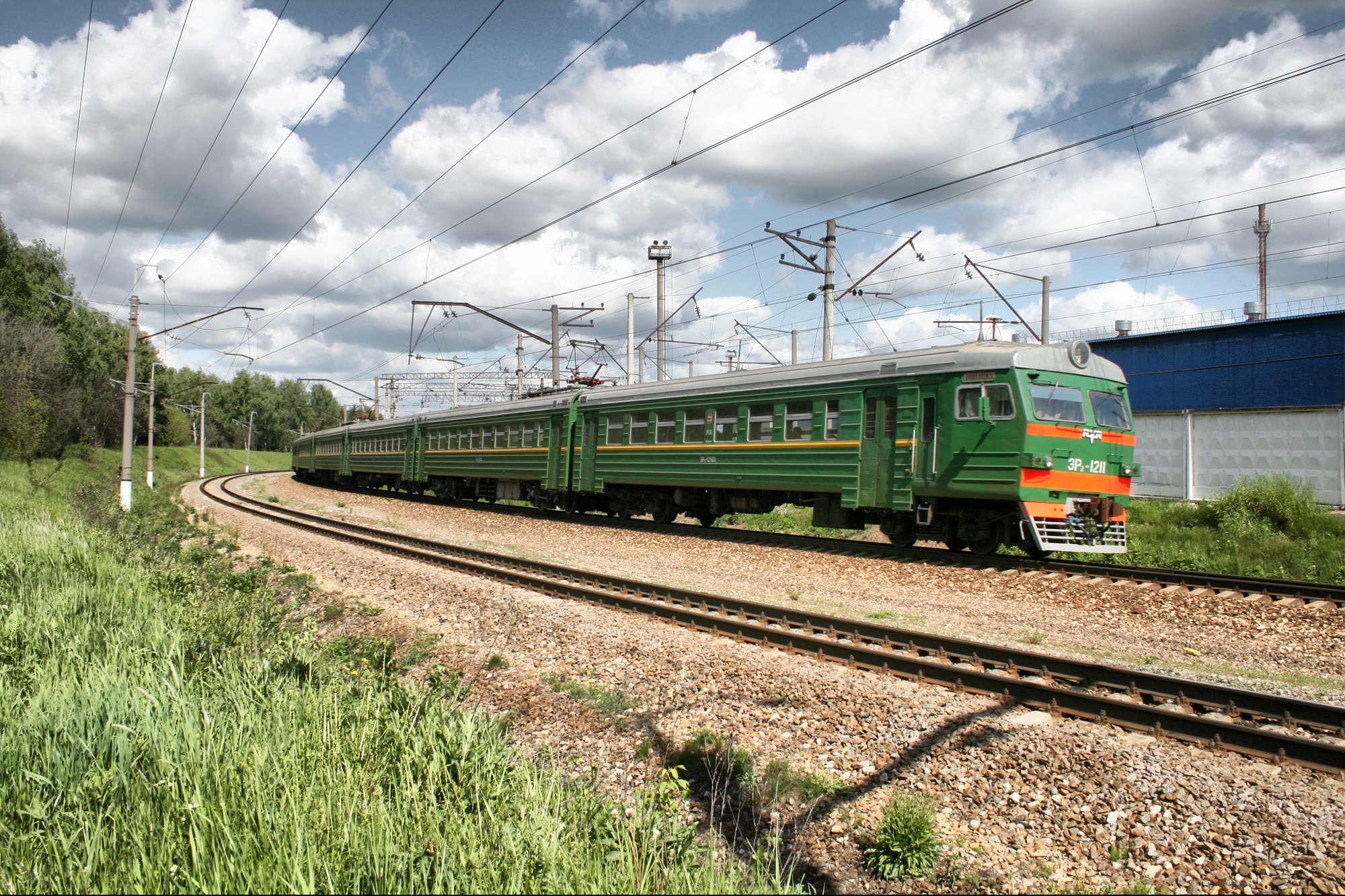
Электропоезд на перегоне Нахабино — Дедовск. Справа территория моторвагонного депо «Нахабино»
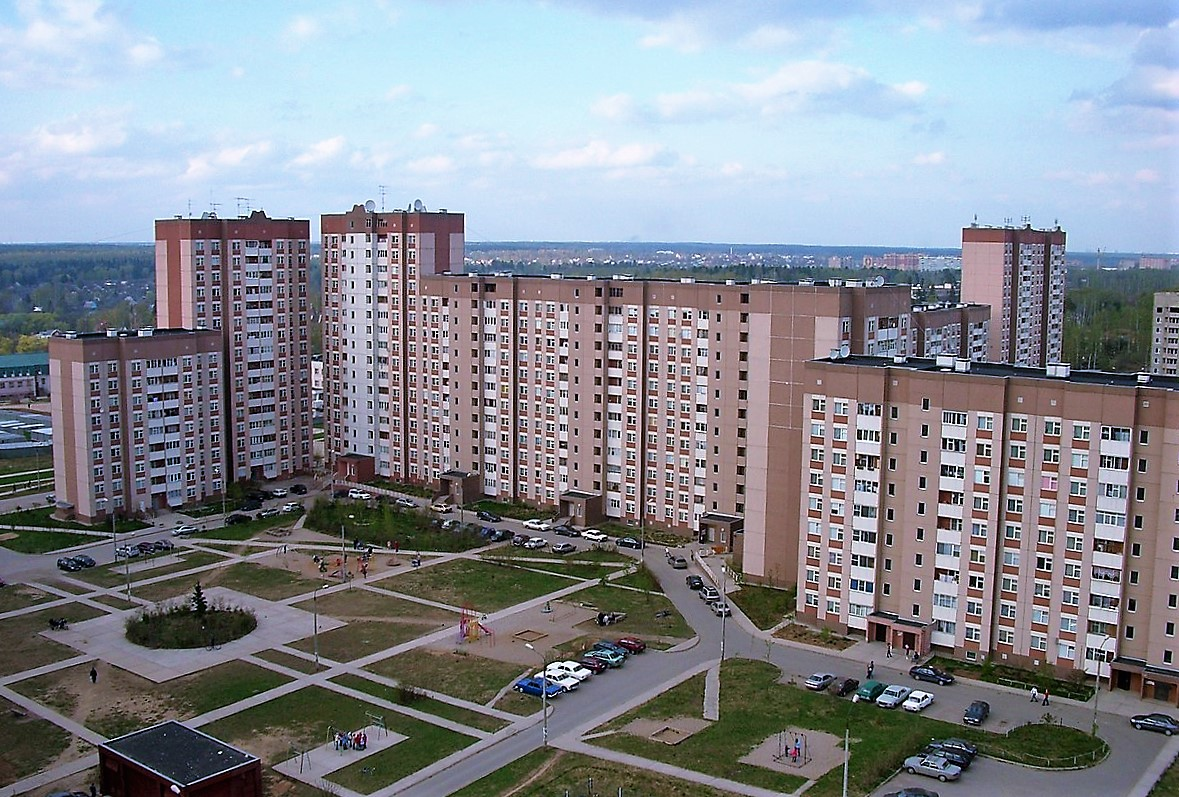
Микрорайон Новый городок. Фотография сделана в 2005 году, направление съемки — северо-восток
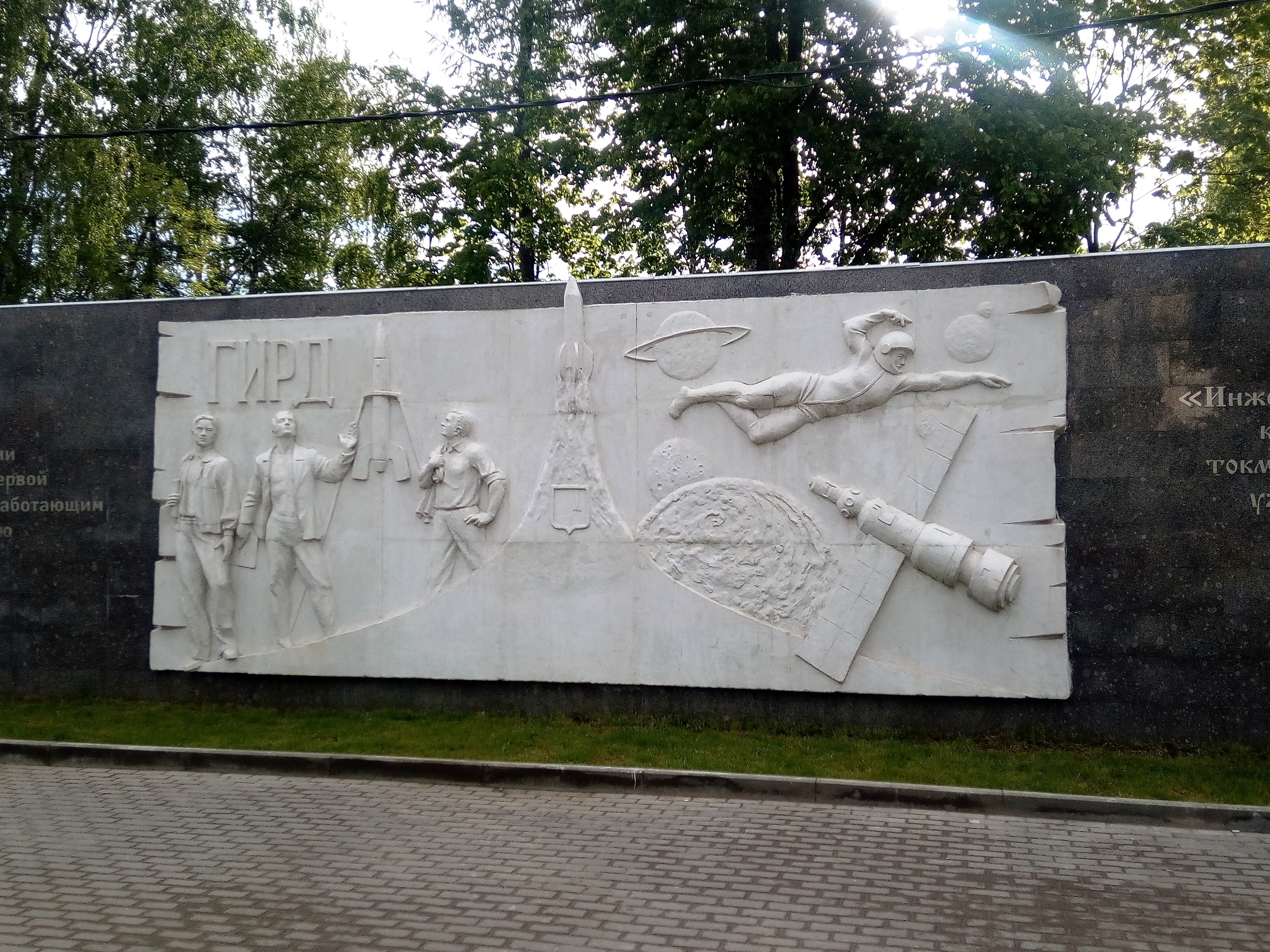
Барельеф в память запуска первой отечественной ракеты «ГИРД-09» с полигона в Нахабине
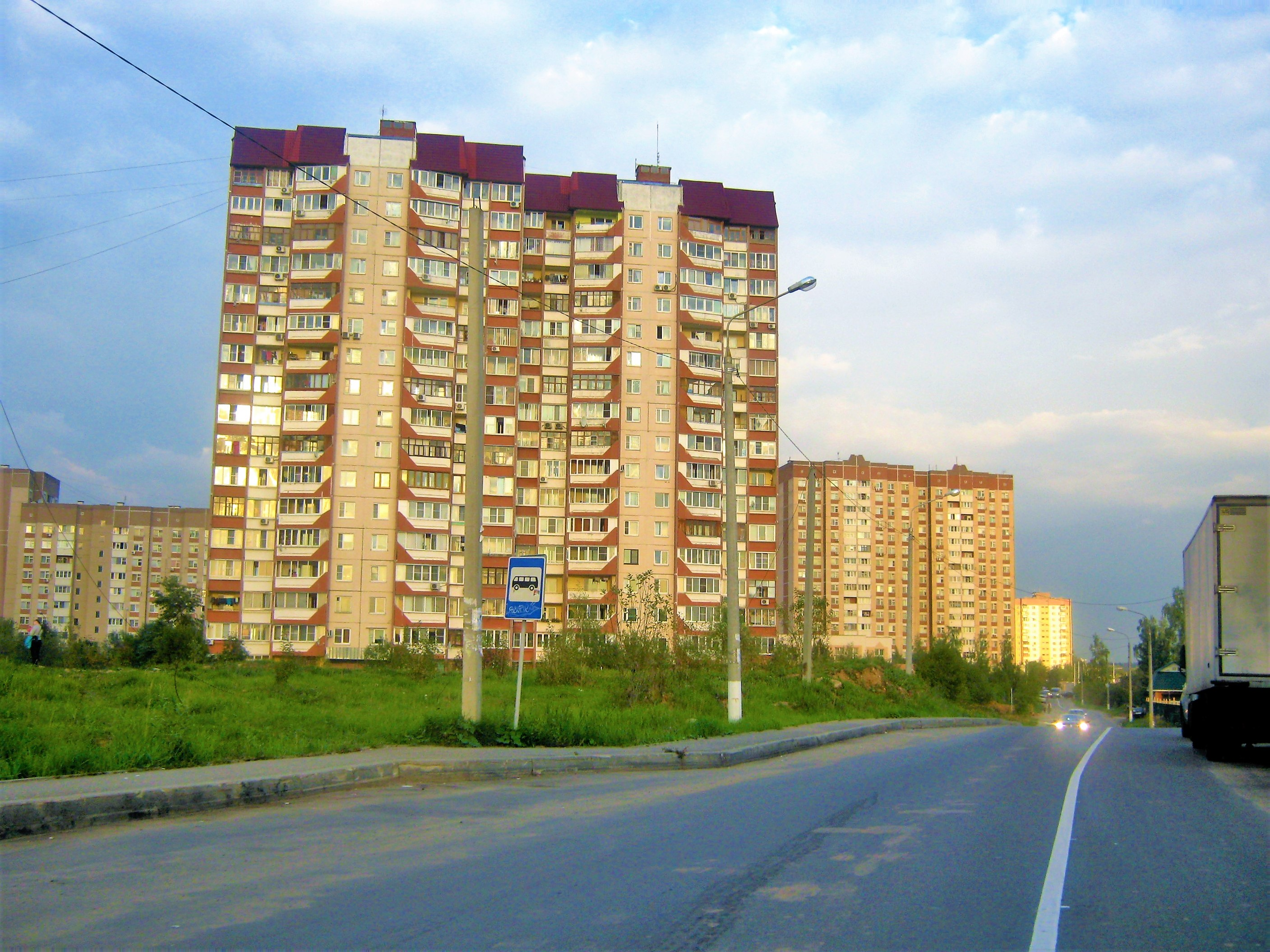
Улица братьев Волковых
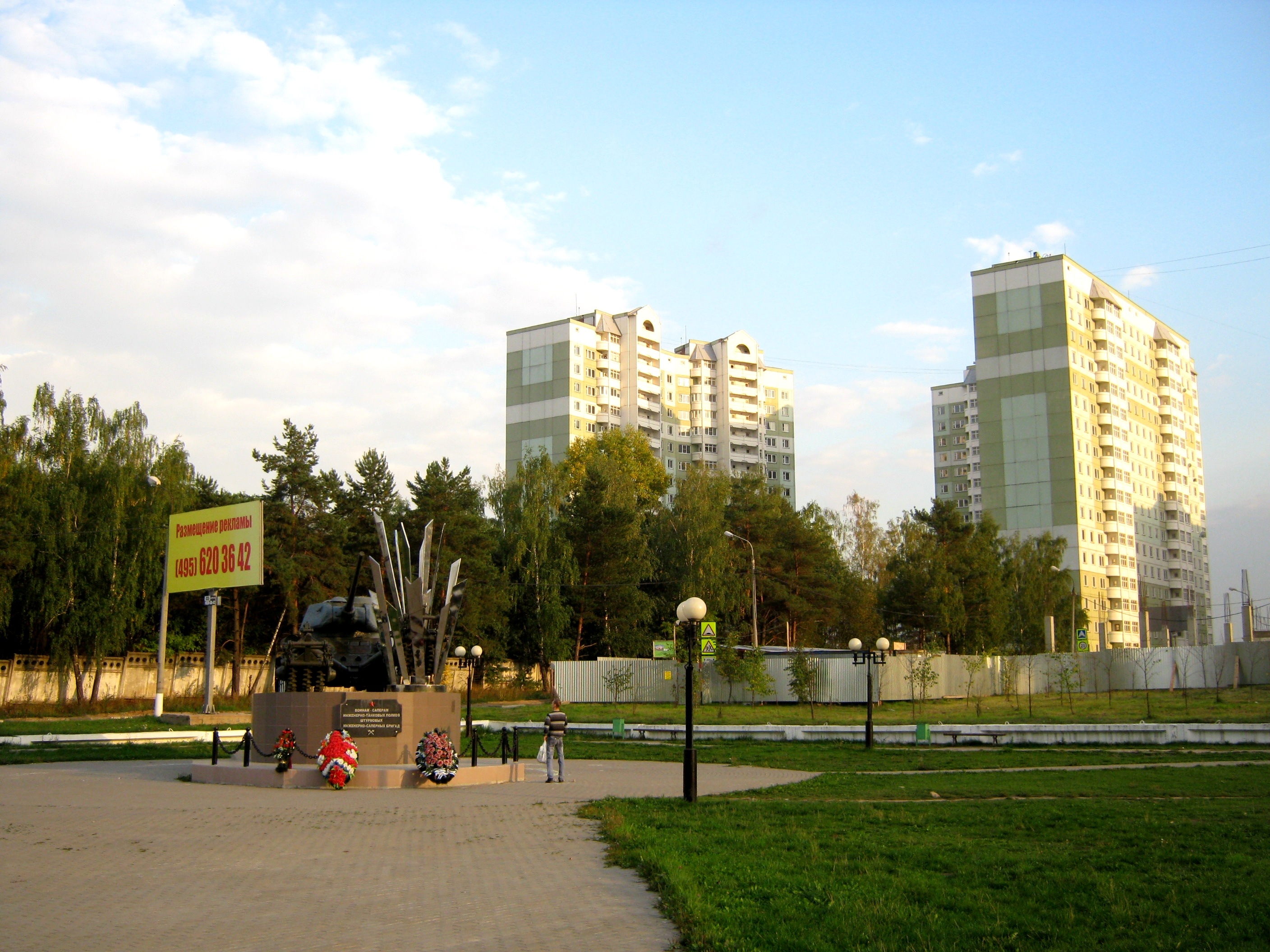
Сквер на Инженерной улице
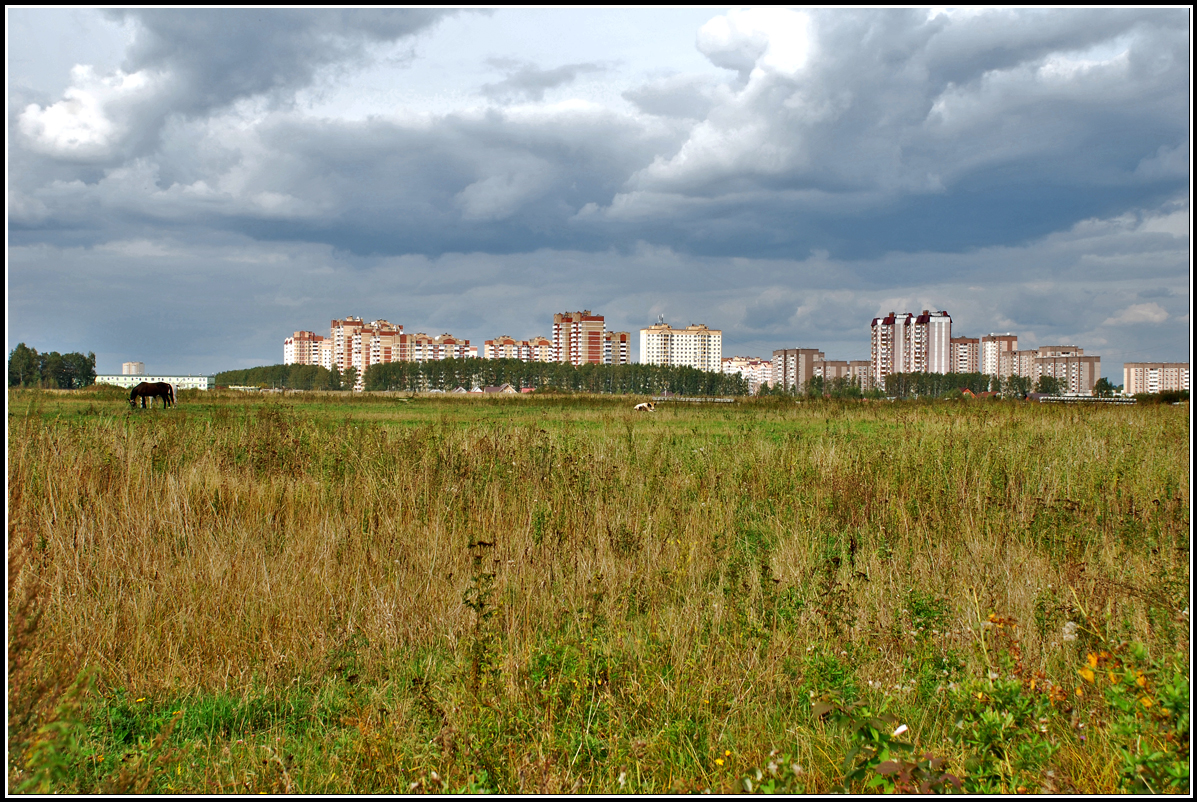
Окраина Нахабино
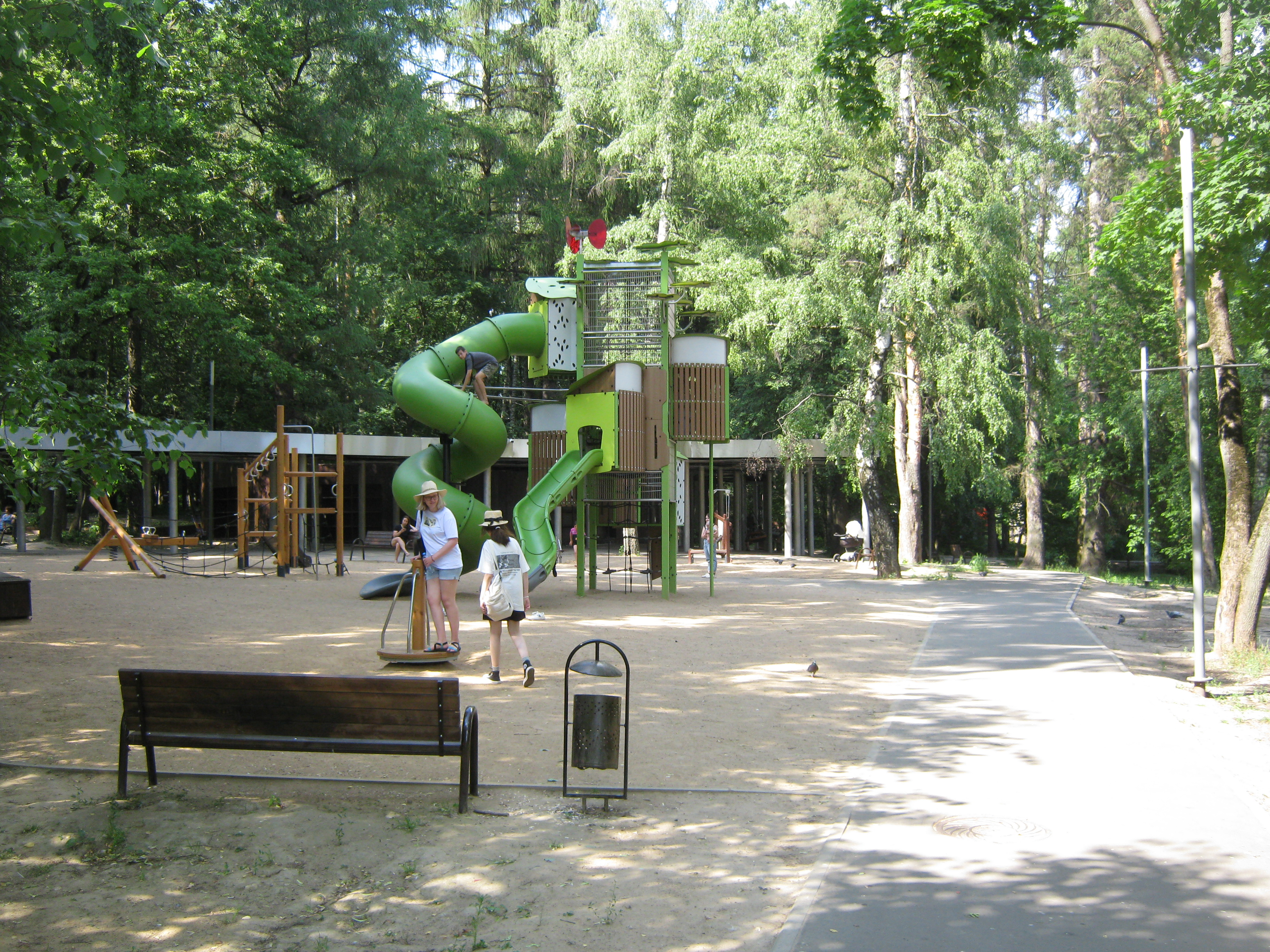
Парк имени Карбышева
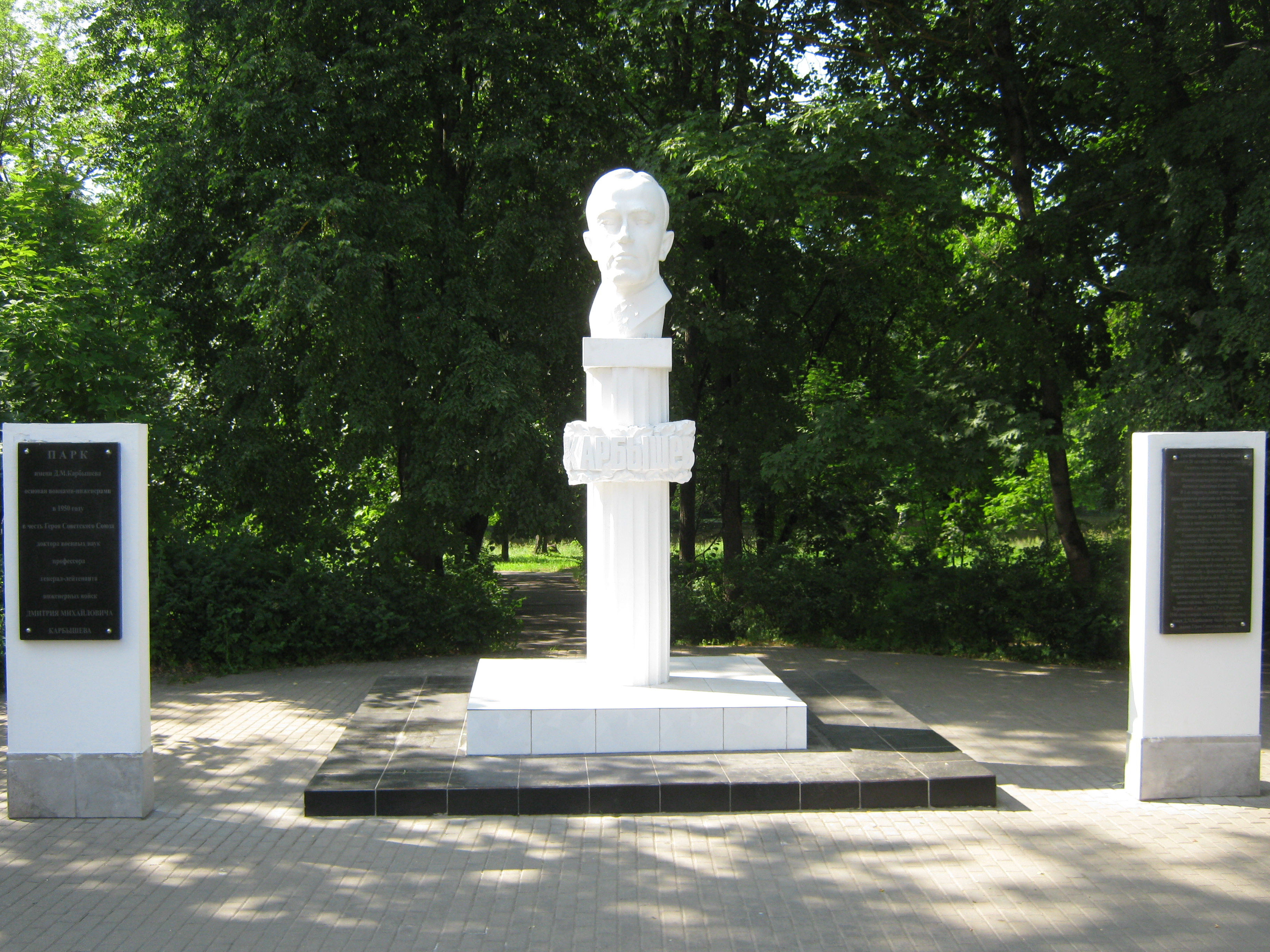
Памятник генералу Д. М. Карбышеву
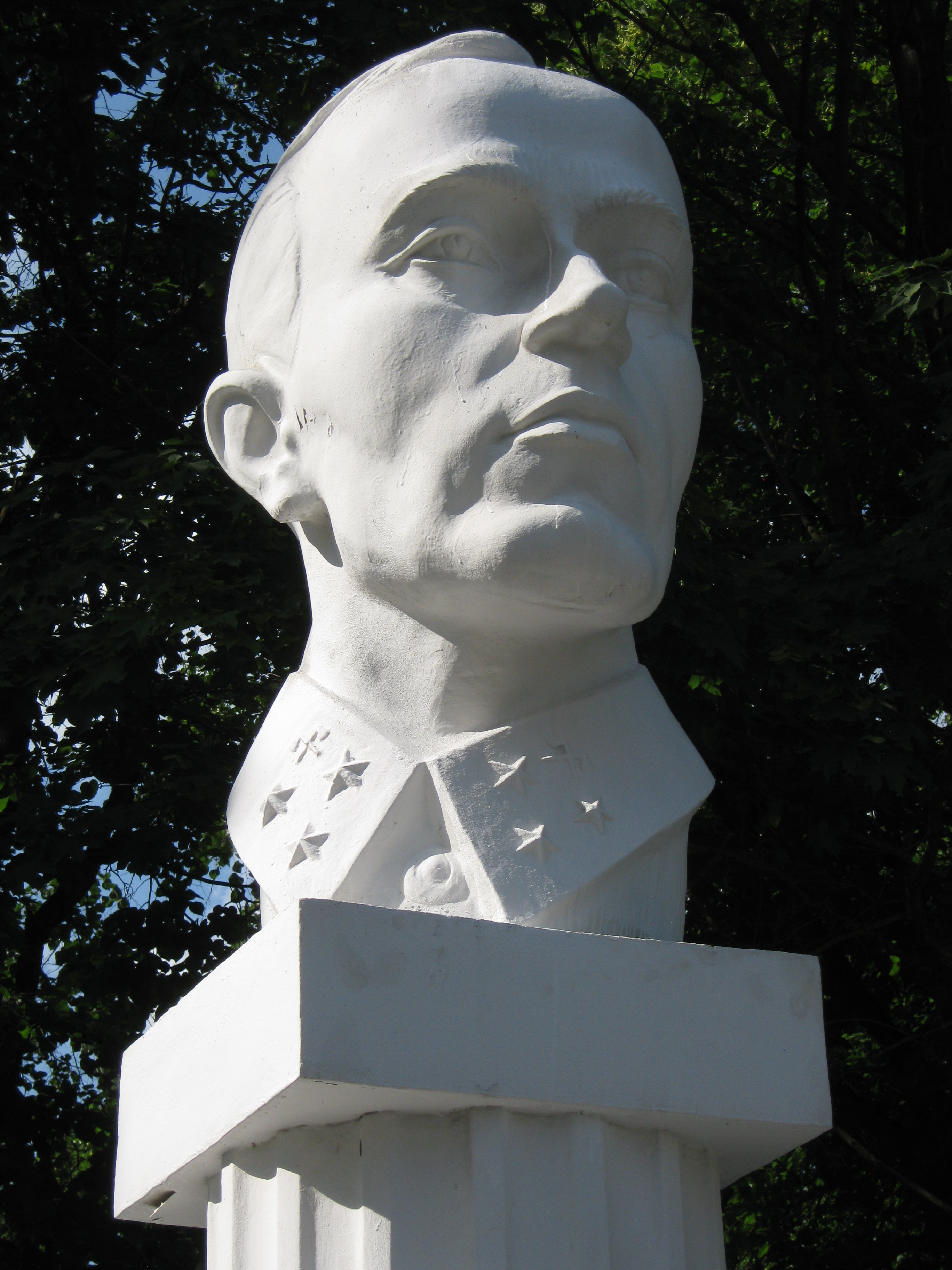
Памятник генералу Д. М. Карбышеву